# Samogłoska centralna
Samogłoska centralna, samogłoska środkowa – samogłoska wymawiana bez przesunięcia języka ku przodowi lub tyłowi jamy ustnej.
W międzynarodowej transkrypcji fonetycznej IPA przewidziano odrębne symbole dla 8 samogłosek centralnych:
- samogłoska przymknięta centralna niezaokrąglona [ɨ]
- samogłoska przymknięta centralna zaokrąglona [ʉ]
- samogłoska półprzymknięta centralna niezaokrąglona [ɘ]
- samogłoska półprzymknięta centralna zaokrąglona [ɵ]
- samogłoska średnia centralna bez zdefiniowanego zaokrąglenia [ə]
- samogłoska półotwarta centralna niezaokrąglona [ɜ]
- samogłoska półotwarta centralna zaokrąglona [ɞ]
- samogłoska prawie otwarta centralna bez zdefiniowanego zaokrąglenia [ɐ]